# Sommer-Deaflympics 2013/Radsport
Bei den Sommer-Deaflympics 2013 in Sofia wurden neun Wettbewerbe im Radsport ausgetragen, zwei im Mountainbike (Cross Country) und sieben im Straßenradsport (1000 m Sprint, Straßenrennen, Einzelzeitfahren, Punkterennen). Den Punkterennen-Wettbewerb trugen nur die Männer aus.

## Frauen

### Mountainbike

#### Cross Country
| Platz | Land | Sportlerin                  | Zeit (h) |
| ----- | ---- | --------------------------- | -------- |
| 1     | ITA  | Renate Telser               | 0:58:24  |
| 2     | GER  | Isabelle-Sophie Boberg      | 1:13:56  |
| 3     | JPN  | Kumi Hayase                 | 1:19:49  |
| 4     | RUS  | Alisa Viktorovna Budnikayte | 1:39:22  |
| 5     | RUS  | Ksenia Kalbina              | DNF      |
| 6     | USA  | Lindsay Lorenz              | DNF      |

### Straße

#### 1000 m Sprint
| Platz | Land | Sportlerin             | Zeit (min) |
| ----- | ---- | ---------------------- | ---------- |
| 1     | RUS  | Alisa Budnikayte       |            |
| 2     | GER  | Isabelle-Sophie Boberg |            |
| 3     | USA  | Lindsay Lorenz         |            |
| 4     | MAC  | Long Hoi               |            |
| 5     | RUS  | Ksenia Kalibina        |            |
| 6     | AUS  | Lauren Hay             |            |
| 7     | USA  | Raymonda Yeh           |            |
| -     | JPN  | Yukari Minohara        | DNS        |
| -     | ITA  | Renate Telser          | DNS        |

#### Straßenrennen
| Platz | Land | Sportlerin             | Zeit (h)     |
| ----- | ---- | ---------------------- | ------------ |
| 1     | ITA  | Renate Telser          | 1:38:05      |
| 2     | GER  | Isabelle-Sophie Boberg | Gleiche Zeit |
| 3     | MAC  | Long Hoi               | Gleiche Zeit |
| 4     | RUS  | Ksenia Kalibina        | 1:38:17      |
| 5     | USA  | Lindsay Lorenz         | 1:38:47      |
| 6     | AUS  | Lauren Hay             | 1:39:04      |
| 7     | USA  | Raymonda Yeh           | 1:40:41      |
| 8     | RUS  | Alisa Budnikayte       | 1:41:02      |
| 9     | JPN  | Yukari Minohara        | 1:42:18      |

#### Einzelzeitfahren
| Platz | Land | Sportlerin             | Zeit (h)   |
| ----- | ---- | ---------------------- | ---------- |
| 1     | MAC  | Long Hoi               | 0:50:05,30 |
| 2     | ITA  | Renate Telser          | 0:50:44,23 |
| 3     | RUS  | Ksenia Kalibina        | 0:50:49,99 |
| 4     | AUS  | Lauren Hay             | 0:52:06,27 |
| 5     | GER  | Isabelle-Sophie Boberg | 0:53:17,24 |
| 6     | RUS  | Alisa Budnikayte       | 0:54:00,24 |
| 7     | JPN  | Yukari Minohara        | 0:54:09,40 |
| 8     | USA  | Lindsay Lorenz         | 0:54:42,96 |
| 9     | SMR  | Christina Morri        | 1:12:36,13 |

## Männer

### Mountainbike

#### Cross Country
| Platz | Land | Sportler          | Zeit (h) |
| ----- | ---- | ----------------- | -------- |
| 1     | RUS  | Nikolay Dittenbir | 1:33:45  |
| 2     | FRA  | Remi Girardet     | 1:34:16  |
| 3     | USA  | John Klish        | 1:34:40  |
| 4     | RUS  | Alexander Ilinykh | 1:37:15  |
| 5     | ITA  | Patrizio Savioli  | 1:38:51  |
| 6     | SVK  | Julius Matovcik   | 1:39:04  |
| 7     | CZE  | David Studynka    | 1:39:19  |
| 8     | CZE  | Roman Dohnal      | 1:41:39  |

### Straße

#### 1000 m Sprint
| Platz | Land | Sportler              | Zeit (min) |
| ----- | ---- | --------------------- | ---------- |
| 1     | FRA  | Kevin Chazottes       |            |
| 2     | RUS  | Ilia Gutenev          |            |
| 3     | USA  | John Klish            |            |
| 4     | GER  | Holger Kleefuss       |            |
| 5     | GBR  | Thomas Smith          |            |
| 6     | FRA  | Alexandre Monleon     |            |
| 7     | RSA  | Waldo Moolman         |            |
| 8     | ESP  | Alvaro Martinez Morga |            |

11.  Jan Witkowski +12,79

24.  Steffen Kern  +13,36

#### Straßenrennen
| Platz | Land | Sportler           | Zeit (h)     |
| ----- | ---- | ------------------ | ------------ |
| 1     | RUS  | Ivan Makarov       | 2:22:28      |
| 2     | GBR  | Thomas Smith       | Gleiche Zeit |
| 3     | ITA  | Giorgio Carbone    | Gleiche Zeit |
| 4     | NZL  | Daniel Carruthers  | Gleiche Zeit |
| 5     | USA  | John Klish         | 2:22:49      |
| 6     | RUS  | Dmitry Rozanov     | 2:25:06      |
| 7     | ESP  | Miguel Saez Alvaro | 2:27:15      |
| 8     | RUS  | Evgeny Prokhorov   | Gleiche Zeit |

020.  Holger Kleefuss 2:32:40

DNF  Steffen Kern

DNF  Jan Witkowski

#### Einzelzeitfahren
| Platz | Land | Sportler               | Zeit (min) |
| ----- | ---- | ---------------------- | ---------- |
| 1     | RUS  | Dmitry Rozanov         | 51:34,51   |
| 2     | RUS  | Ivan Makarov           | 53:51,11   |
| 3     | FRA  | Remi Girardet          | 55:49,89   |
| 4     | USA  | John Klish             | 55:56,76   |
| 5     | RUS  | Nikolay Dittenbir      | 56:05,73   |
| 6     | RUS  | Evgeny Prokhorov       | 56:09,41   |
| 7     | BEL  | Jean-Pierre Fauconnier | 56:39,61   |
| 8     | CZE  | Julius Matovcik        | 57:00,89   |

23.  Holger Kleefuss 59:25,01 min

24.  Steffen Kern 1:00:06,62 min

32.  Jan Witkowski 1:03:01.04 min

#### Punkterennen
| Platz | Land | Sportler          | Punkte |
| ----- | ---- | ----------------- | ------ |
| 1     | USA  | John Klish        | 105    |
| 2     | RUS  | Dmitry Rozanov    | 28     |
| 3     | GBR  | Thomas Smith      | 28     |
| 4     | RUS  | Ivan Makarov      | 27     |
| 5     | FRA  | Alexandre Monleon | 22     |
| 6     | RUS  | Evgeny Prokhorov  | 15     |
| 7     | RUS  | Dmitry Kalinkin   | 12     |
| 8     | NZL  | Daniel Carruthers | 8      |

DNF  Steffen Kern

DNF  Holger Kleefuss

DNF  Jan Witkowski

## Medaillenspiegel Radsport
| Medaillenspiegel Radsport | Medaillenspiegel Radsport | Medaillenspiegel Radsport | Medaillenspiegel Radsport | Medaillenspiegel Radsport | Medaillenspiegel Radsport |
| Platz                     | Land                      | G                         | S                         | B                         | Gesamt                    |
| ------------------------- | ------------------------- | ------------------------- | ------------------------- | ------------------------- | ------------------------- |
| 01                        | Russland                  | 4                         | 3                         | 1                         | 8                         |
| 02                        | Italien                   | 2                         | 1                         | 1                         | 4                         |
| 03                        | Frankreich                | 1                         | 1                         | 1                         | 3                         |
| 04                        | Vereinigte Staaten        | 1                         | -                         | 3                         | 4                         |
| 05                        | Macau                     | 1                         | -                         | 1                         | 2                         |
| 06                        | Deutschland               | -                         | 3                         | -                         | 3                         |
| 07                        | Vereinigtes Königreich    | -                         | 1                         | 1                         | 2                         |
| 08                        | Japan                     | -                         | -                         | 1                         | 1                         |
| Total                     | Total                     | 9                         | 9                         | 9                         | 27                        |